# Heribert Reiners
Heribert Reiners (geboren am 23. August 1884 in Lobberich; gestorben am 4. Juni 1960 in Ludwigshafen am Bodensee) war ein deutscher Kunsthistoriker und Hochschullehrer an den Universitäten in Bonn und Freiburg im Üechtland.

## Leben
Heribert Reiners wurde als Sohn des Porträtmalers Jacob Reiners und dessen Ehefrau Theodora Reiners, geborene Aldenhoven, als Katholik im Rheinland geboren. Er begann nach dem Besuch des Paulinischen Gymnasiums in Münster, das er mit dem Erhalt des Reifezeugnisses am 11. März 1903 verließ, mit einem Studium der Kunstgeschichte. Zunächst hielt er sich hierzu im Sommersemester 1903 an der Universität in Marburg auf, wechselte dann nach Bonn (Wintersemester 1903 und Sommersemester 1904) für das Wintersemester 1905 und das Sommersemester 1906 nach Berlin, ehe er für das Sommersemester 1907 nach Bonn zurückkehrte. Er unterbrach seine Studien der Kunstgeschichte durch ein zweisemestriges Studium der katholischen Theologie im Wintersemester 1904 und dem Sommersemester 1905, ebenfalls in Bonn. Nach der mündlichen Doktorprüfung vom 3. Juni 1908 wurde er am 17. Februar 1909 an der Rheinischen Friedrich-Wilhelms-Universität in Bonn mit der Arbeit Die rheinischen Chorgestühle der Frühgotik zum Dr. phil. promoviert. Sein Doktorvater war Paul Clemen. 
In Bonn habilitierte Reiners auch 1912 Während des Ersten Weltkrieges war er, zusammen mit Wilhelm Ewald, Kunstschutzoffizier beim Heeres-Oberkommando 5 und dokumentierte im nördlichen Lothringen Kirchen und Schlösser der Romanik, Gotik und Renaissance. 1922 erhielt er eine außerordentliche Professur. Von Bonn wechselte er 1925 an die Universität Freiburg in der Schweiz, nachdem er dort eine Berufung als ordentlicher Professor an den Lehrstuhl für Kunstgeschichte erhalten hatte, den er bis 1945 innehatte, ab 1940 auch für die Fachrichtung Archäologie.
Mit dem Ende des Zweiten Weltkriegs als gleichzeitigem Schlusspunkt der Zeit des Nationalsozialismus erhielt Reiners per Beschluss des Schweizer Bundesrats die Ausweisung wegen Kollaboration mit den deutschen Nationalsozialisten. Der Beschluss wurde 1957 aufgehoben.

## Denkmälerinventarisation in der Rheinprovinz
Heribert Reiners war vom 1. August 1908 bis zum 1. Oktober 1909 bei der in Bonn ansässigen Kommission für die Denkmälerstatistik tätig, die im Auftrag des Provinzialverbandes der Rheinprovinz unter Paul Clemen an der Erstellung der Publikationsreihe Die Kunstdenkmäler der Rheinprovinz mitwirkte. In diesem Zeitraum bereiste er den Landkreis Aachen zwecks Erfassung der dortigen Kunstwerke und -Denkmäler. Nach seinem Abschied setzte er die Bearbeitung des Bandes fort, der 1912 im Druck erschien. 1931 übernahm er auch von dem 1930 verstorbenen Karl Faymonville dessen noch nicht publizierte Bearbeitung des Teilbandes zum Kreis Malmedy. Nach einer vollständigen Neubearbeitung und -bereisung des Kreises und parallel hierzu auch des angrenzenden Kreises Eupen, der 1912 erstmals in einem Teilband durch Faymonville publiziert worden war, in den Jahren 1932 und 1933, erschien der Doppelband Die Kunstdenkmäler von Eupen–Malmedy zu den nach dem Ersten Weltkrieg von Deutschland abgetrennten Kreisen 1935. Reiners wirkte auch an weiteren Schriften unter der Leitung von Paul Clemen mit. So bei dem 1910 bei Schwann in Düsseldorf in erster Auflage erschienenen Führer Schloß Burg an der Wupper, zu dem er die Beschreibung der malerischen Ausschmückung verfasste.

## Schriften (Auswahl)

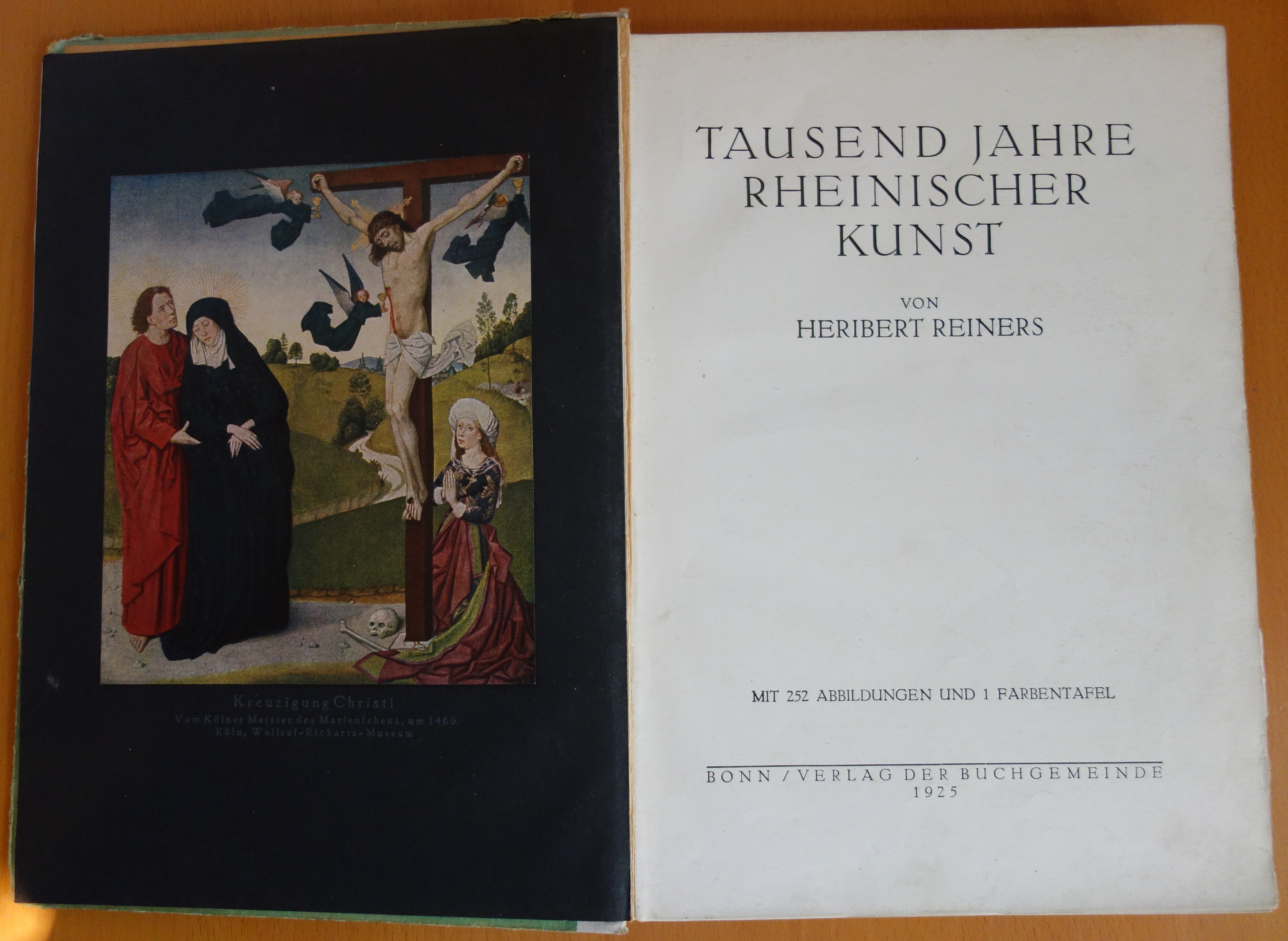
Titelseiten von Tausend Jahre rheinischer Kunst, Bonn 1925

- Die rheinischen Chorgestühle der Frühgotik. Ein Kapitel der Rezeption der Gotik in Deutschland. Dissertation, Universität Bonn vom 17. Februar 1909, Universitäts-Buchdruckerei J. H. Ed. Heitz (Heitz & Mündel), Strassburg 1909.
- Die rheinischen Chorgestühle der Frühgotik. Ein Kapitel der Rezeption der Gotik in Deutschland  (= Studien zur deutschen Kunstgeschichte. 113. Heft) J. H. Ed. Heitz (Heitz & Mündel), Strassburg 1909, 90 S. zzgl. 29 Tafeln.
- Die Kunstdenkmäler des Landkreises Aachen (= Paul Clemen: Die Kunstdenkmäler der Rheinprovinz. Neunter Band II.) L. Schwann, Düsseldorf 1912 (Nachdruck: Pädagogischer Verlag Schwann, Düsseldorf 1981, ISBN 3-590-32111-3).
- Die Kunst in den Rheinlanden. Kühlen, Mönchengladbach 1921.
- Kunstdenkmäler zwischen Maas und Mosel, mit Wilhelm Ewald, im Auftrag des Armee-Oberkommandos 5, F. Bruckmann, München 1919.
- Das malerische alte Freiburg-Schweiz. Dr. B. Filser, Augsburg 1930.
- Tausend Jahre rheinischer Kunst. Verlag der Buchgemeinde, Bonn 1925 (3. Aufl. 1938).
- unter Mitarbeit von Heinrich Neu: Die Kunstdenkmäler von Eupen–Malmedy. L. Schwann Verlag, Düsseldorf 1935 (Nachdruck: Pädagogischer Verlag Schwann, Düsseldorf 1982, ISBN 3-590-32117-2).
- Das Münster Unserer Lieben Frau zu Konstanz (= Die Kunstdenkmäler Südbadens. Band 1), Thorbecke, Konstanz 1955.